# Natura 2000-område nr. 172 Lekkende Dyrehave
Natura 2000-område nr.  172 Lekkende Dyrehave   er et Natura 2000-område der består af habitatområde H151 og har et areal på   33 ha, hvoraf hovedparten er fredskov. De bevoksede arealer har siden 1996 været udlagt
som urørt skov.  Området er privatejet.
Natura 2000-området ligger   i Vandområdedistrikt II Sjælland  i vandplanomåde vandplan  2.5 Smålandsfarvandet.  i  Vordingborg Kommune.

## Områdebeskrivelse
Området er end del af Hovskov og har lysåbne arealer vekslende med  gamle enkeltstående træer og ligger i et let kuperet terræn med en undergrund af moræneler. Mod nord grænser området op til smeltevandsdalen syd for landsbyen Ugledige. Området var tidligere en dyrehave, men denne drift er nu
ophørt, men der er stadig en tæt bestand af dådyr i hele skovområdet.
Området primært  udpeget som Natura 2000-område, fordi det er levested for den sjældne bille eremit, som lever i gamle træer i området. Eremit
er en prioriteret art i EU, dvs. at Danmark har et særligt ansvar for at beskytte denne art.